# Monica Sundström
Monica Sundström, född 29 juni 1941 i Norrköping är en svensk ämbetsman.
Monica Sundström diplomerades från Handelshögskolan i Stockholm 1962. Hon tjänstgjorde i Finansdepartementet 1963 – 1977, där hon blev kansliråd 1973 och departementsråd 1976. Hon var utredningssekreterare i socialdemokraternas riksdagsgrupp 1978- 1982, statssekreterare i kommunikationsdepartementet 1982-1986, gatudirektör i Stockholm 1986-1989,  generaldirektör  i Statens väg- och transportforskningsinstitut 1989-1990 och VD i Landstingsförbundet 1991 – 2000.
Hon har varit ordförande  bland annat i  styrelserna för Linjeflyg AB, SMHI, Vägverket, Stiftelsen Rödakorshemmet  och ERTICO ITS Europe och vice ordförande i Svenska Turistföreningen.